# Peter A. Garland

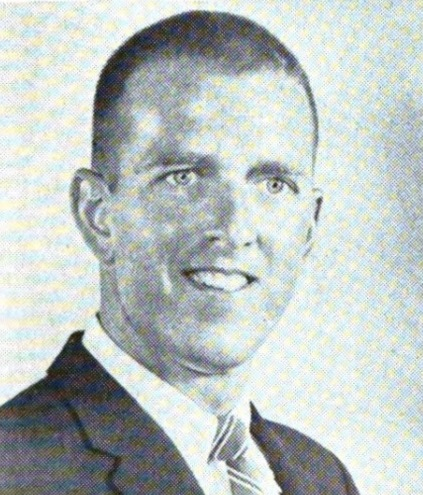
Peter A. Garland, 1961

Peter Adams Garland (* 16. Juni 1923 in Boston, Massachusetts; † 26. Januar 2005 in Brunswick, Maine) war ein US-amerikanischer Politiker. Zwischen 1961 und 1963 vertrat er den Bundesstaat Maine im US-Repräsentantenhaus.

## Werdegang
Peter Garland besuchte die öffentlichen Schulen in Saco (Maine) und danach die Hotchkiss School in Lakeville (Connecticut). Er beendete seine schulische Ausbildung am Bowdoin College in Brunswick. Während des Zweiten Weltkrieges war Garland von 1943 bis 1946 Soldat im Fliegerkorps der US-Armee. Nach dem Krieg war er bei der Firma Garland Manufacturing Co. angestellt, in der er es bis zum Direktor brachte. Außerdem arbeitete er in gleicher Funktion für die Firma Snocraft Co. in Norway (Maine). Zwischen 1955 und 1957 war Garland Direktor der Industrievereinigung „New England Council and Associated Industries of Maine“. Von 1952 bis 1954 saß er im Schulausschuss von Saco; zwischen 1956 und 1959 war er Bürgermeister dieser Stadt.
Politisch war Garland Mitglied der Republikanischen Partei.
Bei den Kongresswahlen des Jahres 1960 wurde er im ersten Wahlbezirk von Maine in das US-Repräsentantenhaus in Washington, D.C. gewählt. Dort trat er am 3. Januar 1961 die Nachfolge von James C. Oliver an. Da er bei den folgenden Wahlen im Jahr 1962 von seiner Partei nicht mehr nominiert wurde, konnte er bis zum 3. Januar 1963 nur eine Legislaturperiode im  Kongress absolvieren. In diese Zeit fiel die Kubakrise. Außerdem wurde damals der 23. Verfassungszusatz beraten und verabschiedet, der die Teilnahme des District of Columbia bei Präsidentschaftswahlen ermöglichte.
Im Jahr 1966 strebte Garland erfolglos eine Rückkehr in den Kongress an. Zwischen 1967 und 1969 leitete er die Verwaltung der Stadt Gorham. Von 1970 bis 1972 war er Marketing-Direktor einer Energiefirma. Anschließend war er noch bis 1989 in verschiedenen Städten in Maine mit der Leitung der Stadtverwaltung betraut. Danach zog er sich in den Ruhestand zurück. Peter Garfield starb am 26. Januar 2005 in Brunswick.